# إلى الشمس (فلم)
إلى الشمس (بالإنجليزية: Into the Sun)، هو فيلم أمريكي من نوع أكشن، من بطولة مايكل باري وأنتوني مايكل هال، تم تصوير الفيلم في إسرائيل، وهو من إنتاج ونشر شركة تريمارك بيكشرز الأمريكية.

## القصة
تدور قصة الفيلم حول تعرض الطياران الأمريكيان للأسر من قبل القوات العربية في منطقة البحر الأبيض المتوسط، وكان الطياران الأمريكيان تمكنا من التحرر من قبضة الجيش العربي، حيث يقوما بقصف طائرة جوية لقواعد عسكرية، ويخرجان من الأرض بسلام.